# Гвинейский павиан
Гвинейский павиан, Сфинкс (лат. Papio papio) — вид приматов из семейства мартышковых. На сегодняшний день это самый малоизученный вид павианов. В некоторых источниках также упоминается как павиан сфинкс.
Гвинейские павианы населяют небольшой ареал в Западной Африке. Он охватывает Гвинею, Гвинее-Бисау, Сенегал, Гамбию, юг Мавритании и запад Мали. У них красновато-коричневая шерсть и безволосая тёмно-фиолетовая либо чёрная морда с типичным для павианов острой формой. Вокруг головы растёт небольшая грива. Гвинейские павианы являются самым мелким видом павианов.
Гвинейские павианы активны днём, а ночью взбираются на деревья для сна. Наличие подходящих деревьев для отдыха ограничивает величину группы и размеры ареала. О социальном поведении этих животных известно довольно мало, однако живут они, вероятно, как и другие павианы, в гаремных группах. Как и их сородичи, они всеядны и питаются, главным образом, фруктами, почками, корнями, насекомыми и мелкими млекопитающими.
Из-за небольшого ареала и уничтожения их естественных местообитаний гвинейские павианы находятся под угрозой исчезновения.